# Бори-Сорель, Амели
Амели Бори-Сорель (фр. Amélie Beaury-Saurel; 19 декабря 1848, Барселона — 30 мая 1924[…], XVII округ Парижа) — французская художница.

## Биография
Родилась 19 декабря 1848 года в Барселоне.
Живописи обучалась в Академии Жюлиана у Жюля Лефевра, Робера-Флёри и Жан-Поля Лорана. Мастерству портрета обучалась у Леона Бонна.
Дебютная её выставка состоялась в Парижском салоне в 1874 году, также экспонировалась здесь и в 1880 году. Она была награждена третьей медалью Парижского салона в 1885 году и бронзовой медалью на Всемирной выставке 1889 года в Париже.
9 января 1895 года Амели вышла замуж за Родольфа Жюлиана и стала руководить женской частью его Академии.
Умерла 30 мая 1924 года в Париже.

Некоторые работы
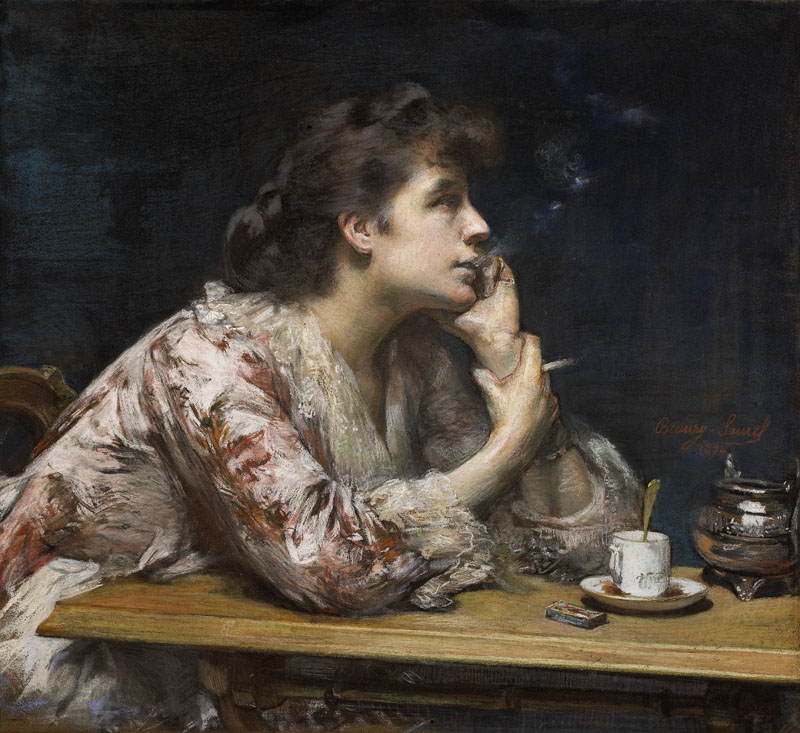
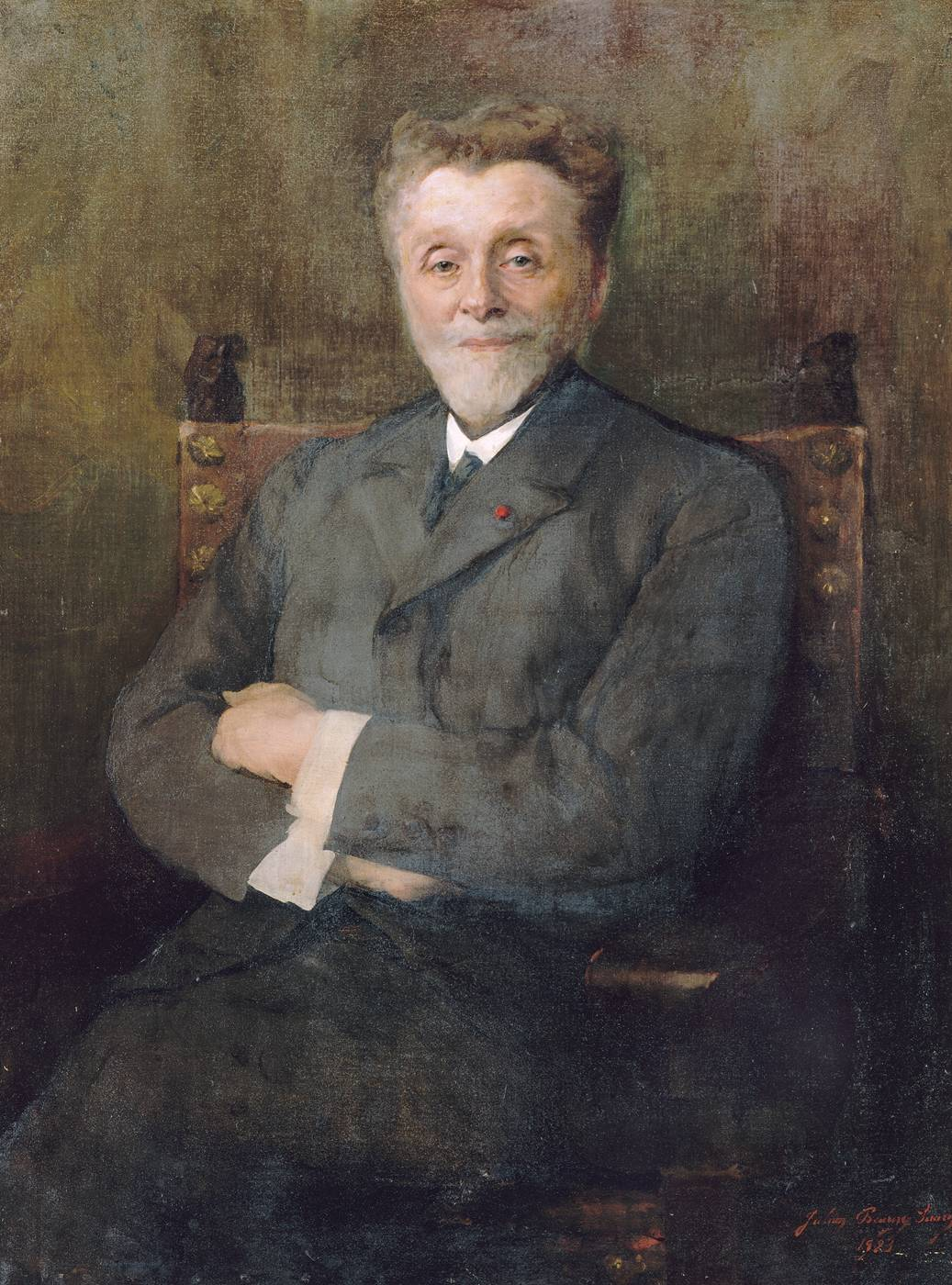

Репродукция одной из картин Амели Бори-Сорель — Nos éclaireuses (1914 год) — была размещена на почтовой открытке издательства И. Лапина в Париже, который перевёл название как «Наши передовыя женщины».

Почтовая открытка
Лицевая сторона открытки
Обратная сторона